# Jeffrey L. Kimball
Jeffrey Lane Kimball (Wichita, 29 maggio 1943) è un direttore della fotografia statunitense.

## Biografia
Completati gli studi di psicologia e musica alla North Texas University di Denton, entra nel mondo della fotografia di moda, per poi lavorare come assistente sui set di film indipendenti e nella troupe del regista pubblicitario Lee Lacey. Nel corso degli anni settanta gira centinaia di spot pubblicitari, lavorando solo episodicamente nel mondo del cinema, come direttore della fotografia della seconda unità per Baby Killer (1974) diretto da Larry Cohen e Il bacio della pantera (1982) diretto da Paul Schrader.
Lavora regolarmente nel cinema a partire dalla metà degli anni ottanta, al fianco del regista Tony Scott, con il quale aveva già collaborato in ambito pubblicitario. E proprio di evidente derivazione pubblicitaria è la fotografia patinata realizzata per Top Gun (1986), il maggior successo commerciale dell'anno, e per l'altrettanto fortunato Beverly Hills Cop II - Un piedipiatti a Beverly Hills II (1987) e il controverso Revenge - Vendetta (1990), quest'ultimo un insuccesso tale da rischiare di stroncare la carriera di Scott.
Grazie ad un altro regista di provenienza pubblicitaria, Adrian Lyne, nel lisergico Allucinazione perversa (1990) può superare i limiti di una fotografia stereotipata e cimentarsi con un lavoro di maggior ambizione e personalità, creando un impasto visionario di notevole originalità, che mescola stilemi pubblicitari a sequenze in Super8 poi gonfiate in 35 mm. La nuova collaborazione con Tony Scott, Una vita al massimo (1993), mostra come tanto il regista quanto il direttore della fotografia siano evoluti rispetto al gusto patinato dei loro film del decennio precedente.
Nei primi anni duemila collabora proficuamente con il regista cinese John Woo, per il quale cura le immagini degli ultimi tre film del suo periodo negli Stati Uniti, lo spionistico Mission: Impossible 2 (2000), il bellico Windtalkers (2002), nel quale ottiene «risultati di grande finezza», e il fantascientifico Paycheck (2003).

## Filmografia
- On the Line, regia di Lee Stanley - documentario (1971)
- La leggenda di Billie Jean (The Legend of Billie Jean), regia di Matthew Robbins (1985)
- Top Gun, regia di Tony Scott (1986)
- Beverly Hills Cop II - Un piedipiatti a Beverly Hills II (Beverly Hills Cop II), regia di Tony Scott (1987)
- Revenge - Vendetta (Revenge), regia di Tony Scott (1990)
- Allucinazione perversa (Jacob's Ladder), regia di Adrian Lyne (1990)
- La tenera canaglia (Curly Sue), regia di John Hughes (1991)
- Una vita al massimo (True Romance), regia di Tony Scott (1993)
- Lo specialista (The Specialist), regia di Luis Llosa (1994)
- Sex Crimes - Giochi pericolosi (Wild Things), regia di John McNaughton (1998)
- Stigmate (Stigmata), regia di Rupert Wainwright (1999)
- Mission: Impossible 2, regia di John Woo (2000)
- Windtalkers, regia di John Woo (2002)
- Hostage, regia di John Woo - cortometraggio (2002)
- Star Trek: La nemesi (Star Trek: Nemesis), regia di Stuart Baird (2002)
- Paycheck, regia di John Woo (2003)
- Brivido biondo (The Big Bounce), regia di George Armitage (2004)
- Be Cool, regia di F. Gary Gray (2005)
- Glory Road - Vincere cambia tutto (Glory Road), regia di James Gartner (2006)
- Quel che resta di mio marito (Bonneville), regia di Christopher N. Rowley (2006)
- Tutti insieme inevitabilmente (Four Christmases), regia di Seth Gordon (2008)
- Daddy Sitter (Old Dogs), regia di Walt Becker (2009)
- I mercenari - The Expendables (The Expendables), regia di Sylvester Stallone (2010)
- The Double, regia di Michael Brandt (2011)